# Пролетарське газоконденсатне родовище
Пролетарське газоконденсатне родовище — належить до Руденківсько-Пролетарського нафтогазоносного району Східного нафтогазоносного регіону України.

## Опис
Розташоване в Дніпропетровській області на відстані 20 км від м. Магдалинівка. Підняття знаходиться в південно-східній частині південної прибортової зони Дніпровсько-Донецької западини в межах Зачепилівсько-Левенцівського структурного валу. Складка виявлена в 1965 р. по покрівлях башкирського ярусу підняття має вигляд майже симетричної брахіантикліналі північно-західного простягання розмірами 4,8х1,5 м, амплітуда понад 60 м. У 1966 р. з серпуховських відкладів з інт. 2700—2721 м отримано фонтан газу дебітом 89,1 тис. м³/добу через діафрагму діаметром 11,05 мм.
Поклади пластові, склепінчасті, в нижньому карбоні також літологічно обмежені. Колектори — пісковики.
Експлуатується з 1968 р. Режим покладів газовий та водонапірний. Запаси початкові видобувні категорій А+В+С1: газу — 6650 млн. м³; конденсату — 597 тис. т.
У 1986-1991 роках на базі родовища створено Пролетарське підземне сховище газу.